# Westlake (Los Angeles)
Pour les articles homonymes, voir Westlake.
Westlake est un quartier situé dans le centre-ville de Los Angeles, en Californie.

## Présentation
Westlake est situé à proximité des gratte-ciel du Downtown, qui se trouve au sud-est du quartier. 

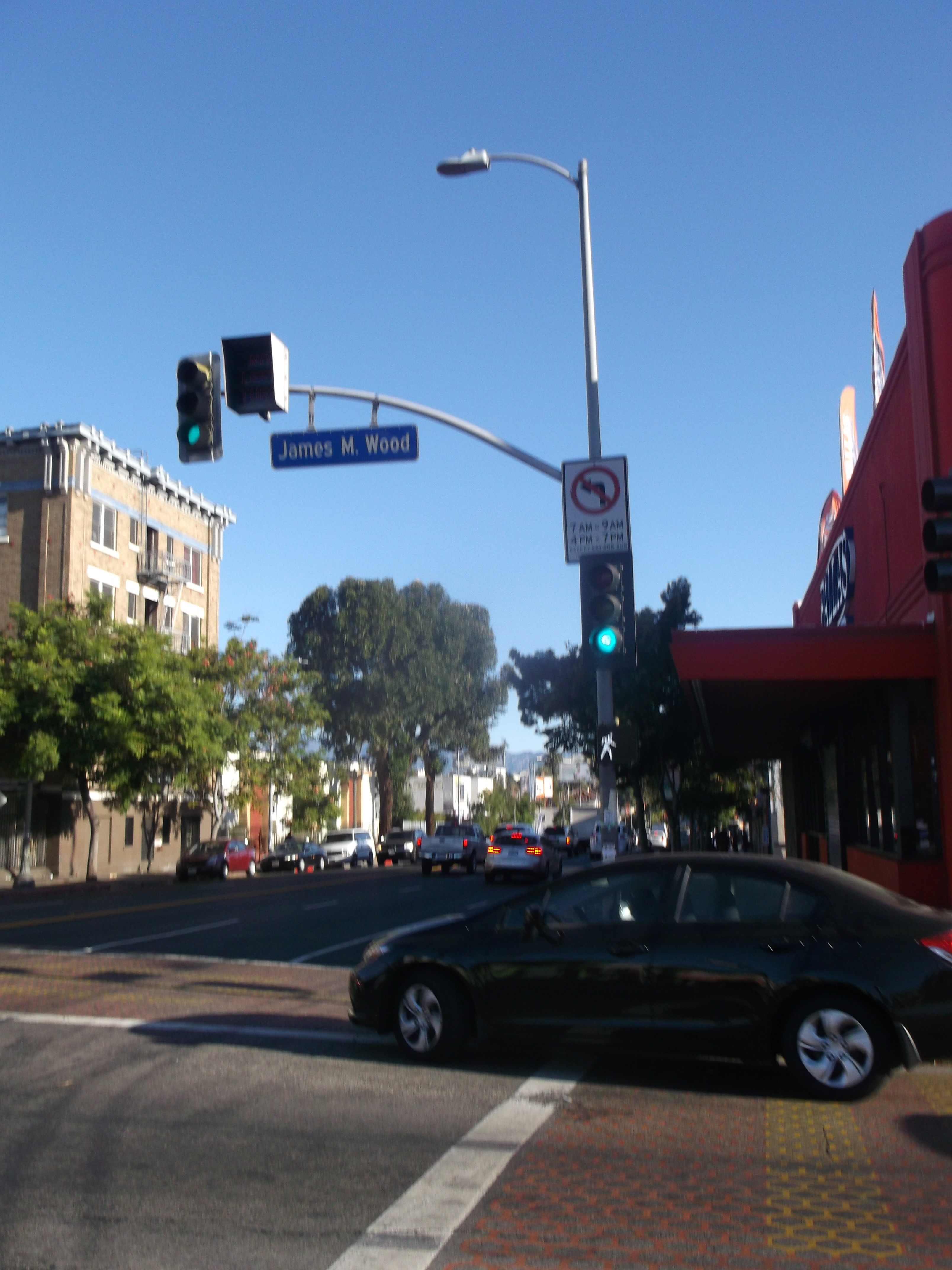
Une rue du quartier.

Il est également entouré par les quartiers d'East Hollywood au nord-ouest, Koreatown à l'ouest, Pico-Union au sud et au sud-ouest, ainsi que par les quartiers d'Echo Park au nord-est et à l'est et de Silver Lake au nord.
Westlake est desservi par les lignes B et D du métro de Los Angeles. La station de métro Westlake/MacArthur Park assure cette desserte.